# Норрчепінзький трамвай
Трамвайна мережа Норрчепінга (швед. Norrköpings spårväg) — трамвайна мережа, що є основною частиною громадського транспорту Норрчепінгу , Швеція. Функціонує з 1904 року і, разом із більшою трамвайною мережею Гетеборга, є однією із двох трамвайних мереж у центрі Швеції, які пережили перехід на правосторонній рух в 1967 році, що призвело до заміни більшості шведських трамваїв автобусами, щоб зменшити витрати на заміну їхнього тепер непридатного рухомого складу.

## Маршрути
| Лінія   | Маршрут                       | Час в дорозі | Довжина | Зупинок |
| ------- | ----------------------------- | ------------ | ------- | ------- |
| Лінія 1 | Середмістя Історичний трамвай |              | 4.9     |         |
| Лінія 2 | Фрідвалла — Кварнбергет       | 41 хв        | 11.8    | 31      |
| Line 3  | Відаблік — Клокареторпет      | 49 хв        | 9.2     | 25      |
| Загалом |                               |              | 18.7    | 49      |

## Рухомий склад
Рухомий склад Норрчепінга має десять трамваїв Duewag (позначення M97) і 16 — Bombardier Flexity Classic (позначення M06).